# مارغريت مالكوم
مارغريت مالكوم (بالإنجليزية: Margaret Malcolm)‏ هي كاتِبة بريطانية، ولدت في 1940، وتوفيت في 1981.